# Лауреаты Премии Правительства Российской Федерации в области образования (2002)
 Лауреаты Премии Правительства Российской Федерации в области образования 2002 года — перечень награждённых правительственной наградой Российской Федерации, присужденной за достижения в образовательной деятельности. Среди лауреатов — член-корреспондент Российской академии наук, член-корреспондент Российской академии архитектуры и строительных наук, восемь докторов наук, два кандидата наук, шесть профессоров, три доцента.
Лауреаты определены Распоряжением Правительства РФ от 20 августа 2003 г. N 508-р на основании предложений Совета по присуждению премий Президента Российской Федерации и премий Правительства Российской
Федерации в области образования.

## О Премии
Постановлением Правительства Российской Федерации от 07.05.2001 г. № 351 установлен размер премий Правительства Российской Федерации в области образования, равный 120 тыс. рублей каждая.

## Лауреаты и другая информация
1. Грекову Анатолию Андреевичу, доктору физико-математических
наук, профессору, действительному члену Российской академии
образования, ректору Ростовского государственного педагогического
университета, Бондаревской Евгении Васильевне, доктору
педагогических наук, профессору, действительному члену Российской
академии наук, заведующей кафедрой, Данилюку Александру
Ярославовичу, доктору педагогических наук, профессору, -
работникам того же университета; Гукаленко Ольге Владимировне,
доктору педагогических наук, профессору, директору
Приднестровского научно-образовательного центра Южного отделения
Российской академии образования; Данильчуку Валерию Ивановичу,
доктору педагогических наук, профессору, члену-корреспонденту
Российской академии образования, ректору Волгоградского
государственного педагогического университета, Серикову Владиславу
Владиславовичу, доктору педагогических наук, профессору,
члену-корреспонденту Российской академии образования, заведующему
кафедрой, Сергееву Николаю Константиновичу, доктору педагогических
наук, профессору, члену-корреспонденту Российской академии
образования, первому проректору, — работникам того же
университета, — за цикл монографических исследований и
научно-практическую разработку для общеобразовательных учреждений
и учебных заведений высшего профессионального образования
«Личностно-ориентированное образование в общеобразовательной школе и вузе».
2. Фёдорову Игорю Борисовичу, доктору технических наук, 
профессору, ректору Московского государственного технического
университета имени Н. Э. Баумана, Васильеву Александру Сергеевичу,
Дальскому Антону Михайловичу, докторам технических наук,
профессорам, — работникам того же университета; Васину Сергею
Александровичу, доктору технических наук, профессору, проректору
Тульского государственного университета, Иноземцеву Александру
Николаевичу, доктору технических наук, профессору, заведующему
кафедрой, Фролову Николаю Николаевичу, кандидату технических наук,
профессору, первому проректору, — работникам того же университета;
Голенкову Вячеславу Александровичу, доктору технических наук,
профессору, ректору Орловского государственного технического
университета, Вдовину Сергею Ивановичу, доктору технических наук,
профессору, Степанову Юрию Сергеевичу, доктору технических наук,
профессору, проректору, — работникам того же университета;
Соколовскому Виктору Владимировичу, доктору экономических наук,
профессору, генеральному директору акционерного общества
«Центрогаз», — за научно-практическую разработку для учебных
заведений высшего профессионального образования «[[Повышение качества инженерно-технологического образования на основе преемственности и межвузовской интеграции научных школ технологов-машиностроителей]]».
3. Галушкину Александру Ивановичу, доктору технических наук, 
профессору, директору государственного предприятия «Научный центр нейрокомпьютеров Российского агентства по системам управления», -
за создание учебных пособий для учебных заведений высшего
профессионального образования «Теория нейронных сетей» и «Нейрокомпьютеры».
4. Беклемишеву Дмитрию Владимировичу, доктору педагогических
наук, профессору Московского физико-технического института
(государственного университета) , Половинкину Евгению Сергеевичу,
Романко Василию Кирилловичу, докторам физико-математических наук,
Шабунину Михаилу Ивановичу, доктору педагогических наук,
профессорам, Яковлеву Геннадию Николаевичу, доктору
физико-математических наук, профессору, члену-корреспонденту
Российской академии наук, — работникам того же института;
Владимирову Василию Сергеевичу, Никольскому Сергею Михайловичу,
докторам физико-математических наук, профессорам, академикам
Российской академии наук, главным научным сотрудникам
Математического института имени В. А. Стеклова Российской академии
наук, Кудрявцеву Льву Дмитриевичу, доктору физико-математических
наук, профессору, члену-корреспонденту Российской академии наук,
главному научному сотруднику того же института, — за работу
«Углубленная математическая подготовка студентов инженерно-физических и физико-технических специальностей университетов».
5. Гордееву Льву Сергеевичу, доктору технических наук, 
профессору, заведующему кафедрой Российского
химико-технологического университета имени Д. И. Менделеева,
Кольцовой Элеоноре Моисеевне, доктору технических наук, профессору
того же университета; Третьякову Юрию Дмитриевичу, доктору
химических наук, профессору, академику Российской академии наук,
декану факультета Московского государственного университета
имени М. В. Ломоносова; Курдюмову Сергею Павловичу, доктору
физико-математических наук, профессору, члену-корреспонденту
Российской академии наук, главному научному сотруднику Института
прикладной математики имени М. В. Келдыша, Малинецкому Георгию
Геннадьевичу, доктору физико-математических наук, профессору,
заместителю директора того же института; Капице Сергею Петровичу,
доктору физико-математических наук, профессору, ведущему научному
сотруднику Института физических проблем имени П. Л. Капицы, — за
работу «[[Научно-практические разработки в области образования по синергетике, нелинейной динамике и термодинамике необратимых процессов, динамическому хаосу в химической технологии, химии и физике]]».
6. Воеводину Валентину Васильевичу, доктору
физико-математических наук, профессору, академику Российской
академии наук, главному научному сотруднику Института
вычислительной математики; Воеводину Владимиру Валентиновичу,
доктору физико-математических наук, заместителю директора
Научно-исследовательского вычислительного центра Московского
государственного университета имени М. В. Ломоносова, — за создание
цикла научно-образовательных изданий для высшей школы
«Высокопроизводительные вычисления».
7. Фукину Виталию Александровичу, доктору технических наук, 
профессору, ректору Московского государственного университета
дизайна и технологии, Абрамову Владимиру Фатековичу, кандидату
технических наук, доценту, заведующему кафедрой, Соколову
Владимиру Николаевичу, кандидату технических наук, доценту,
Захаровой Антонине Александровне, доктору технических наук,
профессору, заведующей кафедрой, Костылевой Валентине
Владимировне, доктору технических наук, профессору, декану
факультета, Гусарову Александру Васильевичу, доктору технических
наук, профессору, — работникам того же университета, — за создание
русско-немецкого учебно-методического комплекса (учебника) для
учебных заведений высшего профессионального образования «Стратегия и тактика инвариантного конструирования, моделирования и оптимизации технических систем».
8. Боровкову Александру Алексеевичу, доктору
физико-математических наук, профессору, академику Российской
академии наук, заведующему лабораторией Института математики
имени С. Л. Соболева Сибирского отделения Российской академии
наук, — за создание учебников по теории вероятностей и
математической статистике для учебных заведений высшего
профессионального образования.
9. Захарову Владимиру Михайловичу, профессору, 
художественному руководителю Московского государственного
академического театра танца «Гжель», Слыхановой Валентине
Ивановне, доценту, балетмейстеру-постановщику того же театра;
Шаройко Ольге Ивановне, доценту, преподавателю Московского
хореографического училища при Московском государственном
академическом театре танца «Гжель»; Уральской Валерии Иосифовне,
кандидату философских наук, профессору, главному редактору журнала
«Балет»; Кучмаевой Изольде Константиновне, доктору философских
наук, профессору, ректору Государственной академии славянской
культуры, Дегтяревой Валентине Васильевне, доценту, декану
факультета той же академии, — за научно-практическую разработку
для общеобразовательных учреждений и учреждений среднего и высшего
профессионального образования «Система непрерывного хореографического образования и воспитания:
образовательно-культурный комплекс школа (специальное
хореографическое училище) — вуз — театр».
10. Петрусенко Ольге Викторовне, директору муниципального
образовательного учреждения для детей-сирот и детей, оставшихся
без попечения родителей, «Лакинский детский дом», Зотовой Нине
Александровне, заместителю директора того же учреждения; Бобылевой
Ирине Анатольевне, кандидату педагогических наук, доценту,
научному сотруднику научно-исследовательского учреждения «Институт детства Российского детского фонда», — за научно-практическую
разработку "Модель учреждения нового типа, представляющего
семейные формы устройства детей-сирот и детей, оставшихся без
попечения родителей, «Лакинский детский дом».
11. Разумовской Маргарите Михайловне, доктору педагогических
наук, профессору, главному научному сотруднику Института общего
среднего образования Российской академии образования, Львовой
Светлане Ивановне, доктору педагогических наук, профессору,
заведующей лабораторией, Капинос Валентине Ивановне, Львову
Валентину Витальевичу, кандидатам педагогических наук, старшим
научным сотрудникам, — работникам того же института, — за создание
комплекта учебно-методических пособий для 5-9 классов
общеобразовательных учреждений «Русский язык в современной школе».
12. Перовой Эллине Анатольевне, заведующей Центром развития
ребёнка — детским садом N 953, Кудрявцевой Алле Борисовне,
учителю-логопеду, Левченковой Галине Алексеевне, музыкальному
руководителю, Алешиной Алле Георгиевне, старшему воспитателю, -
работникам того же центра; Зимониной Валентине Николаевне,
методисту кафедры Московского института открытого образования,
Белой Ксении Юрьевне, кандидату педагогических наук, заведующей
кафедрой того же института, — за разработку программы для
учреждений дошкольного образования «Расту здоровым» и
методического обеспечения к ней.
13. Иванниковой Наталии Васильевне, главному врачу
Воронежского областного центра реабилитации детей и подростков с
ограниченными возможностями «Парус надежды», Богатищевой Марине
Александровне, Кедровой Ларисе Андреевне, Эсауловой Ирине
Валерьевне, кандидату медицинских наук, заместителям главного
врача, Голомедовой Светлане Александровне, Исаевой Людмиле
Алексеевне, Клочкову Анатолию Игоревичу, Костюченко Олегу
Михайловичу, Петраниной Надежде Мироновне, Шульман Евгении
Ильиничне, заведующим отделениями, — работникам того же центра, -
за научно-практическую разработку для реабилитационных центров
"Социальная адаптация детей с ограниченными возможностями на
основе интеграции образовательных, медицинских реабилитационных
технологий в областном центре реабилитации детей и подростков с
ограниченными возможностями «Парус надежды».
14. Дорофеевой Лидии Андреевне, директору Центрального музея
профессионального образования; Деревянко Инне Станиславовне,
директору Санкт-Петербургского музея истории профессионального
образования; Касаткиной Надежде Афанасьевне, директору музея
истории начального профессионального образования Хабаровского
края; Розановой Валерии Константиновне, главному редактору журнала
«Профессиональное образование»; Таюрскому Анатолию Ивановичу,
доктору экономических наук, профессору, академику Российской
академии образования, начальнику управления начального
профессионального образования администрации Красноярского края, -
за научно-практическую работу «[[Развитие и совершенствование музейно-исторической деятельности в системе начального
профессионального образования]]».
15. Салахову Валерию Шейхевичу, директору муниципального
образовательного учреждения «Сургутская высшая гимназия-лаборатория Салахова», — за разработку и внедрение
проекта «Гимназия-лаборатория как культурно-оздоровительная среда, ориентированная на саморазвитие личности учащихся».